# Ein Pauker zum Verlieben
Ein Pauker zum Verlieben ist ein französischer Film aus dem Jahr 1978 mit Henri Guybet und Claude Jade.
Deutscher Kinostart war der 21. März 1980.

## Handlung
Als moralische Fabel schildert die Komödie die Metamorphose des verklemmten Aushilfslehrers Bertrand Barabi, der von Kollegen verspottet wird. Doch Klavierlehrerin Dominique Benech, die verwitwete Mutter seines Problemschülers Michel, ermutigt ihn, seinen Roman zu vollenden.
Bertrand Barabi ist Hilfslehrer an einem Gymnasium in der Provinz. Bertrand wird von den Schülern mit Streichen geplagt und ist beim Direktor wegen seiner Lehrmethoden unbeliebt. Er verbringt die meiste Zeit mit Schreiben, um in die Académie des Belles Lettres aufgenommen zu werden und so öfter Madame Thuillier, eine Französischlehrerin und angehende Lektorin, sehen zu können, in die er heimlich verliebt ist. Bertrand ist sich jedoch nicht bewusst, dass ihm Dominique Benech, die Mutter eines seiner Schüler, des ungestümen Michel Benech, ihre Aufmerksamkeit schenkt. Dominique Benech ist Klavierlehrerin und bittet ihren Nachbarn Bertrand, ihrem Sohn Nachhilfeunterricht zu geben. Bertrand nimmt die zusätzliche Arbeit an, ohne jedoch die Literatur aufzugeben. Nachdem Dominique seinen Roman „Jeu d'échecs“ gelesen hat, ermutigt sie Bertrand und drängt ihn dazu, einen Roman zu schreiben, den er in „Le Pion“ umbenennt. In der Schule beschließt der Schulleiter jedoch plötzlich, Bertrand zu entlassen. Um dies zu erreichen, provoziert er eine unangekündigte Inspektion. Michel erfährt jedoch beiläufig von den Vorbereitungen. Er warnt seine Mitschüler und am Tag der Kontrolle kann der Inspektor nur noch feststellen, dass der Unterricht bei Bertrand ordnungsgemäß durchgeführt wird, während das restliche Gymnasium in Aufruhr ist. Bertrand bleibt in seinem Amt und schreibt weiter an seinem Roman, den er bald an einen Pariser Verleger schickt. Dominique berichtet ihm, dass der berühmte Autor Albert Carreaud in die Stadt kommen wird. Carreaud erkennt Bertrand. Das Buch wird sogar gekrönt. Dank seines Pseudonyms „Bertrand Bergerac“ bleibt Bertrand kurze Zeit anonym und Dominique hütet sein Geheimnis. Dominique weiß jedoch auch, dass Bertrand Madame Tuillier anhimmelt. Die Presse enthüllt die Identität dieses „unauffindbaren Goncourt“ schnell. Der Erfolg verdreht Bertrand jedoch nicht den Kopf. Mit Hilfe seiner Schüler macht er sogar diejenigen lächerlich, die ihm Unrecht getan haben, bevor er sich auf den Weg zu der diskreten und zärtlichen Dominique macht, die auf ihn wartet. Er spielt die Sonate von Beethvoevn, die Dominique immer spielt. Sie küssen sich und nach einem Schnitt feiern sie Hochzeit am Flussufer, gemeinsam mit Bertrands Schülern.

## Kritik
„Weitaus amüsantere Variante der deutschen Paukerfilme. (Wertung: überdurchschnittlich)“